# NGC 7466
NGC 7466 је спирална галаксија у сазвежђу Пегаз која се налази на NGC листи објеката дубоког неба.
Деклинација објекта је + 27° 3' 11" а ректасцензија 23h 2m 3,4s. Привидна величина (магнитуда) објекта NGC 7466 износи 13,6 а фотографска магнитуда 14,4. Налази се на удаљености од 85,950 милиона парсека од Сунца. NGC 7466 је још познат и под ознакама IC 5281, UGC 12319, MCG 4-54-17, CGCG 475-23, MK 1127, NPM1G +26.0515, IRAS 22596+2647, PGC 70299.